# تندیس زرین بهترین تدوین جشن سینمای ایران

## فهرست برندگان بهترین تدوین
|                | تدوین‌گر           | فیلم                                 |
| -------------- | ----------------- | ------------------------------------ |
| ۱۳۷۶ (دوره ۱)  | محمدرضا مویینی    | سایه به سایه                         |
| ۱۳۷۶ (دوره ۱)  | عباس گنجوی        | سرزمین خورشید                        |
| ۱۳۷۶ (دوره ۱)  | عباس گنجوی        | طوفان                                |
| ۱۳۷۶ (دوره ۱)  | مصطفی خرقه‌پوش     | لیلا                                 |
| ۱۳۷۶ (دوره ۱)  | معصومه شاه‌نظری    | نامزدی                               |
| ۱۳۷۷ (دوره ۲)  | حسن حسن‌دوست       | تولد یک پروانه                       |
| ۱۳۷۷ (دوره ۲)  | شهرزاد پویا       | نجات‌یافتگان                          |
| ۱۳۷۷ (دوره ۲)  | هایده صفی‌یاری     | آژانس شیشه‌ای                         |
| ۱۳۷۷ (دوره ۲)  | حسن حسن‌دوست       | جهان‌پهلوان تختی                      |
| ۱۳۷۷ (دوره ۲)  | محمدرضا مویینی    | آدم‌برفی                              |
| ۱۳۷۸ (دوره ۳)  | روح‌الله امامی     | قرمز                                 |
| ۱۳۷۸ (دوره ۳)  | مصطفی خرقه‌پوش     | دو زن                                |
| ۱۳۷۸ (دوره ۳)  | هایده صفی‌یاری     | روبان قرمز                           |
| ۱۳۷۸ (دوره ۳)  | بهرام دهقان       | زشت و زیبا                           |
| ۱۳۷۸ (دوره ۳)  | حسین زندباف       | هیوا                                 |
| ۱۳۷۹ (دوره ۴)  | بهرام دهقان       | متولد ماه مهر                        |
| ۱۳۷۹ (دوره ۴)  | عباس گنجوی        | بوی کافور، عطر یاس                   |
| ۱۳۷۹ (دوره ۴)  | نازنین مفخم       | کودک و سرباز                         |
| ۱۳۷۹ (دوره ۴)  | منیره تقدیسی      | جنگجوی پیروز                         |
| ۱۳۷۹ (دوره ۴)  | مهرزاد مینویی     | شوکران                               |
| ۱۳۸۰ (دوره ۵)  | بهرام دهقان       | بچه‌های نفت                           |
| ۱۳۸۰ (دوره ۵)  | محمدرضا مویینی    | آواز قو                              |
| ۱۳۸۰ (دوره ۵)  | حسن حسن‌دوست       | باران                                |
| ۱۳۸۰ (دوره ۵)  | عباس گنجوی        | ترکش‌های صلح                          |
| ۱۳۸۰ (دوره ۵)  | بهرام بیضایی      | سگ‌کشی                                |
| ۱۳۸۱ (دوره ۶)  | عباس گنجوی        | خانه‌ای روی آب                        |
| ۱۳۸۱ (دوره ۶)  | هایده صفی‌یاری     | ارتفاع پست                           |
| ۱۳۸۱ (دوره ۶)  | حسین زندباف       | دختر شیرینی‌فروش                      |
| ۱۳۸۱ (دوره ۶)  | مهرزاد مینویی     | سفر به فردا                          |
| ۱۳۸۱ (دوره ۶)  | مصطفی خرقه‌پوش     | نان، عشق و موتور ۱۰۰۰                |
| ۱۳۸۲ (دوره ۷)  | حسین زندباف       | شب‌های روشن                           |
| ۱۳۸۲ (دوره ۷)  | سعید شاهسواری     | رقص در غبار                          |
| ۱۳۸۲ (دوره ۷)  | شهرزاد پویا       | واکنش پنجم                           |
| ۱۳۸۲ (دوره ۷)  | نازنین مفخم       | دنیا                                 |
| ۱۳۸۲ (دوره ۷)  | بهرام دهقان       | قارچ سمی                             |
| ۱۳۸۳ (دوره ۸)  | بهرام دهقان       | مزرعه پدری                           |
| ۱۳۸۳ (دوره ۸)  | هایده صفی‌یاری     | اشک سرما                             |
| ۱۳۸۳ (دوره ۸)  | محمدرضا مویینی    | بوتیک                                |
| ۱۳۸۳ (دوره ۸)  | داوود یوسفیان     | روایت سه‌گانه (اپیزود سوم، ننه‌گیلانه) |
| ۱۳۸۳ (دوره ۸)  | حسن حسن‌دوست       | رسم عاشق‌کشی                          |
| ۱۳۸۴ (دوره ۹)  | مصطفی خرقه‌پوش     | دوئل                                 |
| ۱۳۸۴ (دوره ۹)  | حسن حسن‌دوست       | بید مجنون                            |
| ۱۳۸۴ (دوره ۹)  | بهرام دهقان       | خیلی دور، خیلی نزدیک                 |
| ۱۳۸۴ (دوره ۹)  | سهراب میرسپاسی    | طبل بزرگ زیر پای چپ                  |
| ۱۳۸۴ (دوره ۹)  | داوود یوسفیان     | گیلانه                               |
| ۱۳۸۵ (دوره ۱۰) | محمدرضا مویینی    | کافه ستاره                           |
| ۱۳۸۵ (دوره ۱۰) | بهرام دهقان       | تقاطع                                |
| ۱۳۸۵ (دوره ۱۰) | هایده صفی‌یاری     | چهارشنبه‌سوری                         |
| ۱۳۸۵ (دوره ۱۰) | حسن حسن‌دوست       | زمستان است                           |
| ۱۳۸۵ (دوره ۱۰) | عباس گنجوی        | یک بوس کوچولو                        |
| ۱۳۸۶ (دوره ۱۱) | بهرام دهقان       | پابرهنه در بهشت                      |
| ۱۳۸۶ (دوره ۱۱) | رضا شیروانی       | پابرهنه در بهشت                      |
| ۱۳۸۶ (دوره ۱۱) | بهرام دهقان       | اتوبوس شب                            |
| ۱۳۸۶ (دوره ۱۱) | کیومرث پوراحمد    | اتوبوس شب                            |
| ۱۳۸۶ (دوره ۱۱) | محمدرضا مویینی    | آفتاب بر همه یکسان می‌تابد            |
| ۱۳۸۶ (دوره ۱۱) | بهرام دهقان       | پاداش سکوت                           |
| ۱۳۸۶ (دوره ۱۱) | سپیده عبدالوهاب   | خون‌بازی                              |
| ۱۳۸۷ (دوره ۱۲) | عباس گنجوی        | خاک‌آشنا                              |
| ۱۳۸۷ (دوره ۱۲) | حسن حسن‌دوست       | دیوار                                |
| ۱۳۸۷ (دوره ۱۲) | مهدی حسینی        | فرزند خاک                            |
| ۱۳۸۷ (دوره ۱۲) | محمدرضا مویینی    | کتاب قانون                           |
| ۱۳۸۷ (دوره ۱۲) | محمدرضا مویینی    | صد سال به این سال‌ها                  |
| ۱۳۸۸ (دوره ۱۳) | جایزه‌ای اهدا نشد. | جایزه‌ای اهدا نشد.                    |
| ۱۳۸۹ (دوره ۱۴) | هایده صفی‌یاری     | درباره الی                           |
| ۱۳۸۹ (دوره ۱۴) | محمدرضا مویینی    | حوالی اتوبان                         |
| ۱۳۸۹ (دوره ۱۴) | حسن حسن‌دوست       | عصر روز دهم                          |
| ۱۳۸۹ (دوره ۱۴) | بهرام دهقان       | طلا و مس                             |
| ۱۳۸۹ (دوره ۱۴) | نازنین مفخم       | دیگری                                |
| ۱۳۹۰ (دوره ۱۵) | محمدرضا مویینی    | سعادت‌آباد                            |
| ۱۳۹۰ (دوره ۱۵) | بهرام دهقان       | اینجا بدون من                        |
| ۱۳۹۰ (دوره ۱۵) | مصطفی خرقه‌پوش     | راه آبی ابریشم                       |
| ۱۳۹۰ (دوره ۱۵) | معصومه شاه‌نظری    | مرهم                                 |
| ۱۳۹۰ (دوره ۱۵) | حسن حسن‌دوست       | آسمان محبوب                          |
| ۱۳۹۰ (دوره ۱۵) | نیما حسن‌دوست      | آسمان محبوب                          |
| ۱۳۹۳ (دوره ۱۶) | حمید باشه‌آهنگر    | ملکه                                 |
| ۱۳۹۳ (دوره ۱۶) | بهرام دهقان       | گناهکاران                            |
| ۱۳۹۳ (دوره ۱۶) | رضا شیروانی       | گناهکاران                            |
| ۱۳۹۳ (دوره ۱۶) | هایده صفی‌یاری     | پذیرایی ساده                         |
| ۱۳۹۳ (دوره ۱۶) | سپیده عبدالوهاب   | زندگی مشترک آقای محمودی و بانو       |
| ۱۳۹۳ (دوره ۱۶) | محمدرضا مویینی    | جیب‌بر خیابان جنوبی                   |
| ۱۳۹۳ (دوره ۱۶) | میثم مویینی       | جیب‌بر خیابان جنوبی                   |
| ۱۳۹۴ (دوره ۱۷) | سپیده عبدالوهاب   | چند متر مکعب عشق                     |
| ۱۳۹۴ (دوره ۱۷) | احمد مرادپور      | ارسال یک آگهی تسلیت برای روزنامه     |
| ۱۳۹۴ (دوره ۱۷) | بهرام دهقان       | لامپ صد                              |
| ۱۳۹۴ (دوره ۱۷) | شیما منفرد        | استراحت مطلق                         |
| ۱۳۹۴ (دوره ۱۷) | محمدرضا مویینی    | تراژدی                               |
| ۱۳۹۵ (دوره ۱۸) | بهرام دهقان       | ابد و یک روز                         |
| ۱۳۹۵ (دوره ۱۸) | امیر ادیب‌پرور     | کوچه بی‌نام                           |
| ۱۳۹۵ (دوره ۱۸) | ژیلا ایپکچی       | خداحافظی طولانی                      |
| ۱۳۹۵ (دوره ۱۸) | حسن حسن‌دوست       | جامه‌دران                             |
| ۱۳۹۵ (دوره ۱۸) | مهدی حسینی‌وند     | بادیگارد                             |
| ۱۳۹۵ (دوره ۱۸) | هایده صفی‌یاری     | اژدها وارد می‌شود!                    |
| ۱۳۹۶ (دوره ۱۹) | هایده صفی‌یاری     | فروشنده                              |
| ۱۳۹۶ (دوره ۱۹) | مصطفی خرقه‌پوش     | برادرم خسرو                          |
| ۱۳۹۶ (دوره ۱۹) | میثم مویینی       | دختر                                 |
| ۱۳۹۶ (دوره ۱۹) | هایده صفی‌یاری     | لانتوری                              |
| ۱۳۹۶ (دوره ۱۹) | سپیده عبدالوهاب   | متولد ۶۵                             |
| ۱۳۹۷ (دوره ۲۰) | احمد مرادپور      | سارا و آیدا                          |
| ۱۳۹۷ (دوره ۲۰) | مهرداد خوشبخت     | به وقت شام                           |
| ۱۳۹۷ (دوره ۲۰) | محمدرضا مویینی    | بیست و یک روز بعد                    |
| ۱۳۹۷ (دوره ۲۰) | هدا مویینی        | بیست و یک روز بعد                    |
| ۱۳۹۷ (دوره ۲۰) | بهرام دهقان       | خفه‌گی                                |
| ۱۳۹۷ (دوره ۲۰) | بهرام دهقان       | نگار                                 |
| ۱۳۹۷ (دوره ۲۰) | حسن حسن‌دوست       | فراری                                |